# Lazarevac (gmina Blace)
Lazarevac (cyr. Лазаревац) – wieś w Serbii, w okręgu toplickim, w gminie Blace. W 2011 roku liczyła 85 mieszkańców.